# Ганнівка (Чугуївський район)
Га́ннівка —  село в Україні, у Печенізькій селищній громаді Чугуївського району Харківської області. Населення становить 51 осіб. До 2020 орган місцевого самоврядування — Борщівська сільська рада.

## Географія
Село Ганнівка знаходиться на лівому березі річки Хотімля, вище за течією на відстані 1 км розташоване село Москалівка, нижче за течією на відстані 1 км розташоване село Гуслівка.

## Історія
12 червня 2020 року, відповідно до Розпорядження Кабінету Міністрів України  № 725-р «Про визначення адміністративних центрів та затвердження територій територіальних громад Харківської області», увійшло до складу Печенізької селищної громади.
19 липня 2020 року, в результаті адміністративно-територіальної реформи та ліквідації колишнього Печенізького району, увійшло до складу новоутвореного Чугуївського району Харківської області.